# Necropoli di San Simone
La Necropoli di San Simone è una necropoli etrusca che si trova a Barbarano Romano in provincia di Viterbo.

## Descrizione
La necropoli etrusca, si sviluppa su due colline prospicienti separate da uno stretto vallone dal colle di San Giuliano, dove si trova l'omonima necropoli, all'interno del Parco regionale Marturanum; nel sito sono presenti diverse tombe, la maggior parte delle quali a dado e semi-dado, le tipiche tombe etrusche a camera presenti nelle necropoli rupestri, scavate all'interno di un blocco di roccia scavato nel tufo o costruite ex-novo.
Il colle e la necropoli prendono il nome dalla piccola chiesa medievale di San Simone, costruita a partire da una tomba etrusca del VI sec. A.C., dove è stato dipinto un pregevole affresco di Gesù al tempio risalente al XIII secolo.

## Tombe

### Tomba del Tesoro
La Tomba del Tesoro si trova all'interno dell'omonimo tumulo dal diametro di 35 metri. La tomba, a cui si accede tramite un dromos (corridoio), si compone di tre camere funerarie, due delle quali poste lateralmente al corridoio, mentra l'ultima risulta in asse rispetto al dromos.